# Lelisa Desisa
Lelisa Desisa Benti (* 14. ledna 1990 Oromie) je etiopský atlet, maratonec, který se specializuje běh na silnicích. První mezinárodní medaili získal na mistrovstvích afrických juniorů v atletice v roce 2009, kde získal zlatou medaili na 10 000 metrů. V roce 2019 získal zlatou medaili na 2019 Dauhá v maratonu.